# Karpenísi
Karpenísi (Karpenisi) är en prefekturhuvudort i Grekland.   Den ligger i prefekturen Nomós Evrytanías och regionen Grekiska fastlandet, i den centrala delen av landet, 200 km nordväst om huvudstaden Aten. Karpenísi ligger 1 031 meter över havet och antalet invånare är 6 888.
Terrängen runt Karpenísi är kuperad åt sydost, men åt nordväst är den bergig. Terrängen runt Karpenísi sluttar västerut. Runt Karpenísi är det glesbefolkat, med 16 invånare per kvadratkilometer. Karpenísi är det största samhället i trakten. I omgivningarna runt Karpenísi växer i huvudsak blandskog.